# Borja Criado
Borja Criado (* 16. April 1982 in Barcelona) ist ein ehemaliger spanischer Fußballspieler.
Der Stürmer begann seine Karriere beim CE Europa. 2001 wechselte er zum FC Valencia. Die meiste Zeit spielte er in der zweiten Mannschaft, nur in der Saison 2002/03 hatte er drei Einsätze in der Primera División. Von 2004 bis 2006 spielte er für die zweite Mannschaft von Espanyol Barcelona in der Segunda División B. Dann wechselte er zu dem Zweitligisten Ciudad de Murcia. Im Sommer 2007 ging der Klub im FC Granada 74 auf, bei dem Criado einen neuen Vertrag erhielt. Schon im Februar 2007 war er bei einer Dopingkontrolle positiv auf Finasterid getestet worden. Zuerst war er freigesprochen worden, im Januar 2008 wurde er aber für zwei Jahre gesperrt. Später wurde die Sperre zuerst auf neun, dann auf drei Monate reduziert. Criado beendete jedoch seine Laufbahn. Im Jahr 2014 bestand er die Notarprüfung. Heute betreibt er sein eigenes Notariat in Barcelona.